# Człowieczy los (utwór)
Człowieczy los – piosenka Anny German z albumu o tym samym tytule, wydana w 1970 roku.

## Opis
Utwór ten, który jest uznawany za jeden z największych przebojów Anny German, jest pierwszym utworem wykonanym przez nią od czasu wypadku we Włoszech na Autostradzie Słońca w 1967 roku. Został on wraz z innym utworem Anny German pt. Być może nagrodzony Nagrodą Publiczności na 8. Krajowym Festiwalu Piosenki Polskiej w Opolu.
Utwór znalazł się także na płytach takich jak m.in.: Niezapomniane przeboje Anny German (1983), Zakwitnę różą (1991), Złota kolekcja: Bal u Posejdona (1999), Tańczące Eurydyki: Festiwal im. Anny German 2003 (2003), Piosenki Anny German (2003), 40 piosenek Anny German (2013), Piosenki Anny German (2013).

## Nagrody
- 1970: Nagroda Publiczności na 8. Krajowym Festiwalu Piosenki Polskiej w Opolu
- Oscar Della Simpatia jako najpiękniejszą piosenkę wszech czasów

## Inne wykonania
- Hanna Samson – podczas Festiwalu im Anny German 2002 w 2002 roku.
- Joanna Moro – jako Anna German w serialu pt. Anna German w 2012 roku oraz podczas 50. Krajowego Festiwalu Piosenki Polskiej w Opolu w 2013 roku[3].
- Agnieszka Babicz – nagrała własną wersję w 2013 roku.
- Jolanta Janczuk-Tyszkiewicz – nagrała własną wersję w 2017 roku[4].
- Tamara Arciuch – podczas 14. edycji programu Twoja twarz brzmi znajomo w 2021 roku[5].
- Justyna Steczkowska - koncert papieski w Warszawie w 2004 roku[6].